# Colombella (Perugia)
Colombella è una frazione del comune di Perugia (PG), situata circa 12 km a nord-est di Perugia.
Il paese è localizzato prevalentemente in pianura (257 m s.l.m.): in parte si sviluppa lungo la strada Eugubina (Colombella Bassa), mentre la parte restante si erge intorno alla chiesa parrocchiale (Colombella Alta). I residenti sono 3.204.
Colombella costituisce un passaggio obbligato per gli abitanti del circondario perugino che vogliano recarsi a Gubbio e al mare di Fano (nelle Marche).

## Storia
L'antico, omonimo, castello venne trasformato nel XVII secolo in residenza patrizia ed ora è patrimonio dell'Università per Stranieri di Perugia; vi ha sede il Centro UNESCO per la Valutazione Globale delle Acque (Programma delle Nazioni Unite per la valutazione Mondiale delle Risorse Idriche UN-WWAP).
L'antica chiesa del castello, risalente al XIII secolo, venne ricostruita nel 1859 in seguito ad un patto tra il futuro Leone XIII e il marchese Lodovico Florenzi. Essa venne poi ampliata e abbellita nel 1921 grazie ad un contributo della signora Caterina Bonucci.

## Economia e manifestazioni
Celebre negli anni '70 e '80 è stato il Carnevale di Colombella, che ora ha in parte perso il suo smalto e rivive non più come sfilata di carri allegorici bensì sotto forma di gara di scultura tra studenti di istituti ed accademie artistiche. Durante la prima settimana di settembre si svolge la sagra del paese.

## Monumenti e luoghi d'arte
- Villa la Colombella
- Chiesa parrocchiale
- Chiesa del Sacro Cuore
- Monumento ai caduti
- Convento francescano di Farneto

## Sport

### Impianti sportivi
- Campo da calcio
- C.V.A. (Centro di Vita Associativa)
- Campo da tennis
- campi da calcio a cinque

### Associazioni sportive
- Tennis Club Colombella
- Polisportiva Colombella
- A.C. Piccione-Colombella

-A.S.D. VIS PERUGIA NORD